# Neuseeländische Warzeneibe
Die Neuseeländische Warzeneibe (Dacrycarpus dacrydioides) ist eine Pflanzenart aus der Familie der Steineibengewächse (Podocarpaceae). Sie ist in Neuseeland heimisch und wird dort Kahikatea genannt.

## Beschreibung
Die Neuseeländische Warzeneibe wächst als Baum, sie erreicht Wuchshöhen bis über 55 Metern und einen Stammdurchmesser von über 2 Meter. Sie bildet an der Basis Brettwurzeln oder der Stamm ist geriffelt und ragt als sehr hoher Emergent über das Kronendach des Waldes.
Die Laubblätter sind spiralig um den Zweig angeordnet. Bei jungen Pflanzen sind sie ahlenförmig und 3 bis 8 mm lang und an der Basis so verdreht, dass die Blätter in einer Ebene an der Seite des Zweiges liegen. Bei ausgewachsenen Pflanzen sind sie schuppenartig, 1 bis 3 mm lang und gleichmäßig um den Zweig verteilt.
Die Zapfen sind stark modifiziert. Die Zapfenschuppen schwellen ähnlich wie bei der Europäischen Eibe in einen bei reifen Früchten orange bis rot gefärbtes, fleischiges Podocarpium mit einem einzelnen endständigen Samen von 3 bis 5 mm Durchmesser an. Die Samen werden über den Kot von Vögeln verbreitet, die das schwarz-blaue Epimatium fressen.

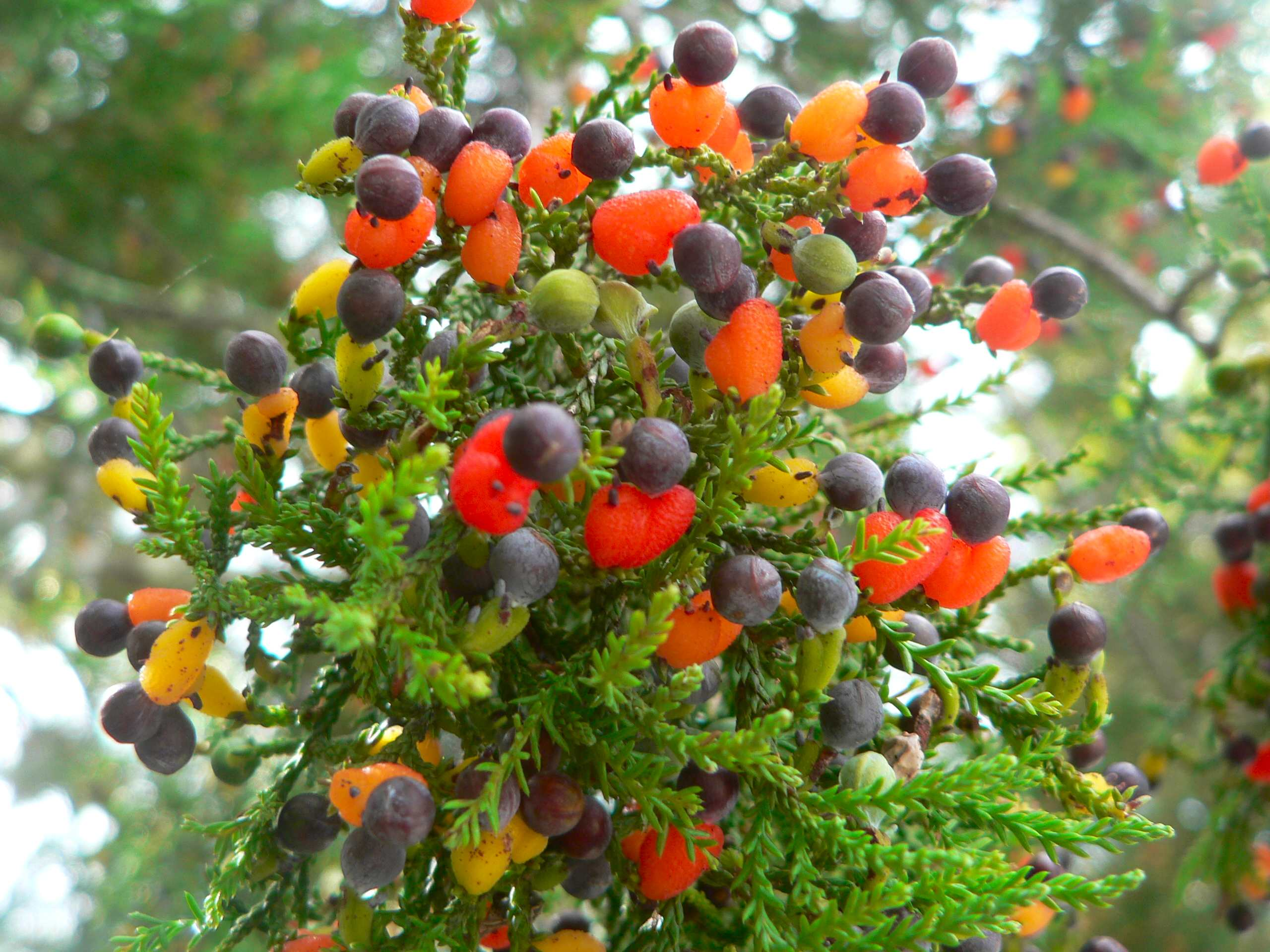
Zapfen der Neuseeländischen Warzeneibe mit blauem Epimatium und rot-orangem Podocarpium

## Sonstiges
Vor der extensiven Abholzung der Bestände waren Bäume von 60 m Wuchshöhe bekannt. Heute ist ein Exemplar in der Pirongia Forest Reserve mit 55,1 m Höhe der höchste einheimische Baum Neuseelands.
Bis vor kurzem wurde der Baum im Englischen oft als White Pine (dt. „Weißkiefer“) bezeichnet, obwohl der Baum keine Kiefer ist. Der Name des Baumes in der Sprache der Māori „Kahikatea“ ist heute die verbreitetste Bezeichnung. Andere Māori-Namen sind kahika, katea und kōaka.
Wie viele andere Arten der Familie der Steineibengewächse (Podocarpaceae) wurde die Klassifizierung der Neuseeländische Warzeneibe geändert; sie gehörte früher zu den Gattungen Podocarpus und Nageia. Synonyme sind Podocarpus dacrydioides A.Rich., Dacrydium excelsum D.Don, Podocarpus thujoides R.Br., Dacrydium thuioides, Dacrydium ferrugineum Van Houtte ex Gordon & Glend., Nageia dacrydioides (A.Rich.) F.Muell., Nageia excelsa (D.Don) Kuntze, Podocarpus excelsus (D.Don) Druce.

## Verbreitung
Die Neuseeländische Warzeneibe ist die dominante Baumart in den Wäldern der Tiefländer und Feuchtgebiete Neuseelands.

## Nutzung
Da das weiche und nicht beständige Holz keinen Geruch abgibt und leicht und sauber ist, wurde das Holz in Australien und Neuseeland in den 1880er Jahren als Exportverpackung für Butter verwendet, als der Kühltransport aufkam. Die Butter wurde damals in 56 Pfund schweren Platten exportiert. Kahikatea wurde daher mit Zunahme der Exporte seltener.
Für die Māori hatte Kahikatea viele Verwendungszwecke. Das fleischige, rote Podocarpium und das schwarz-blaue Epimatium oder koroi war eine wichtige Nahrungsquelle und wurde zu Festen in großer Menge verzehrt. Das Holz wurde zur Anfertigung von Speeren zur Vogeljagd bevorzugt. Ruß aus verbranntem Kernholz diente als Pigment für die traditionellen Tattoos (tā moko).
Kahikatea darf heute – wie auch andere Arten – in Privatwäldern nur mit Erlaubnis und im Rahmen einer nachhaltigen Forstwirtschaft gefällt werden.